# Soo Ae

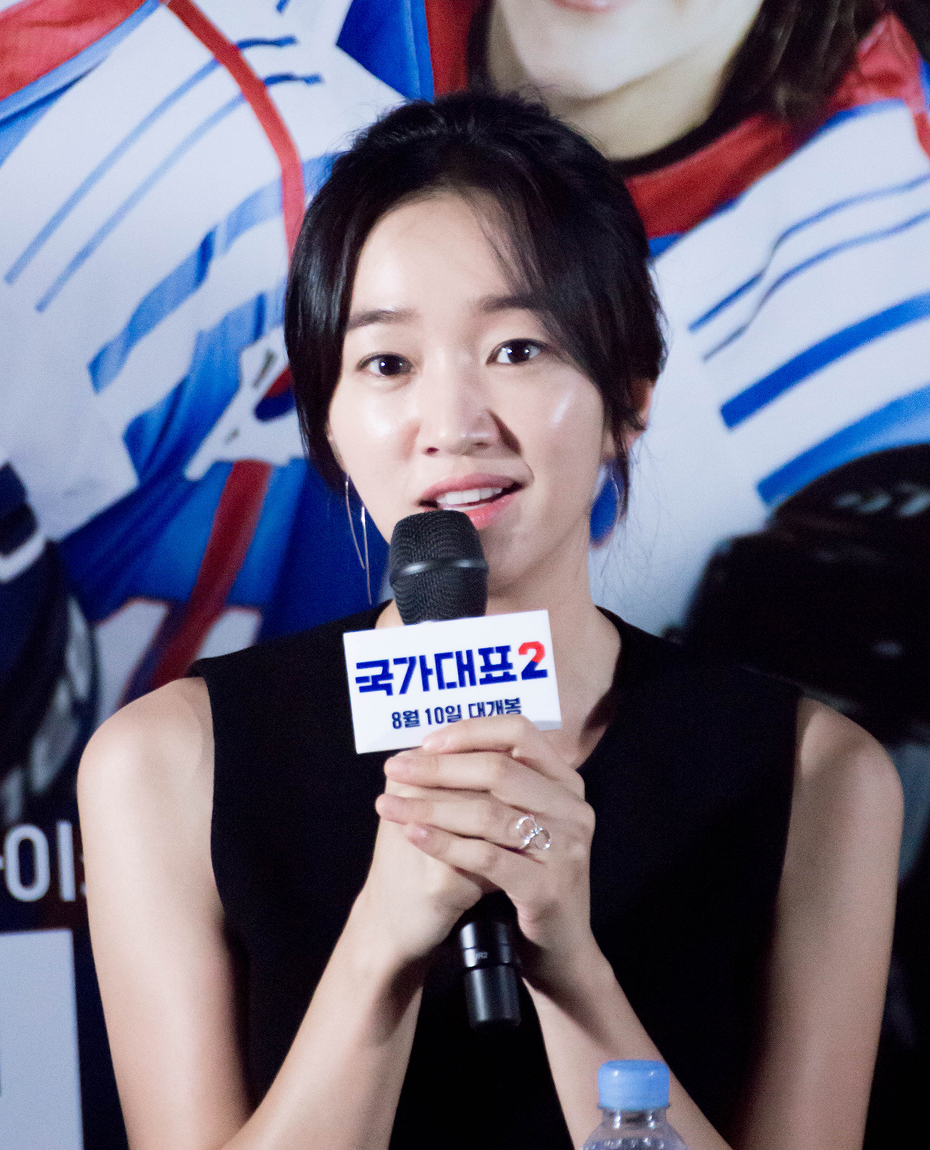
Soo Ae nell'agosto 2016

Soo Ae, pseudonimo di Park Soo-ae (Seul, 16 settembre 1979), è un'attrice sudcoreana.

## Biografia
Nata a Seul il 16 settembre 1979, debutta nel mondo della recitazione nel 2002; nel 2004 è la protagonista del film Gajok, mentre nel 2005 della commedia romantica Na-ui gyeolhon weonjeonggi. Nel 2015 partecipa come protagonista al serial Gamyeon, mentre l'anno successivo a Urijib-e saneun namja.